# Solon Borglum

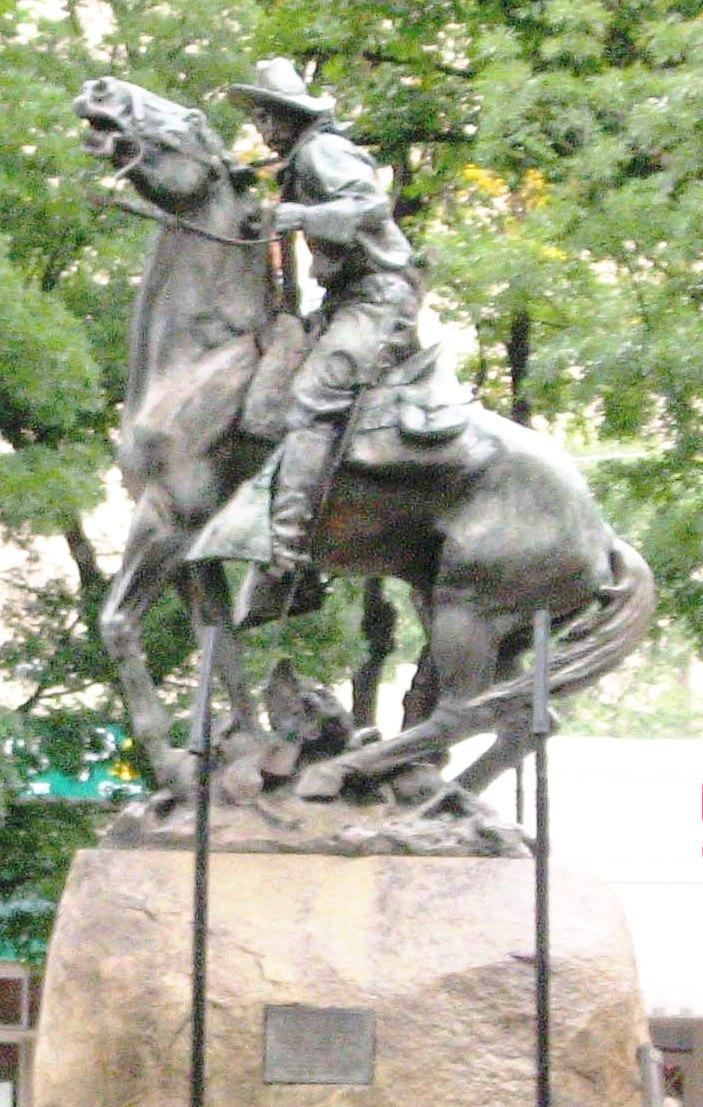
Rough Rider Bucky O'Neill, 1907, Prescott

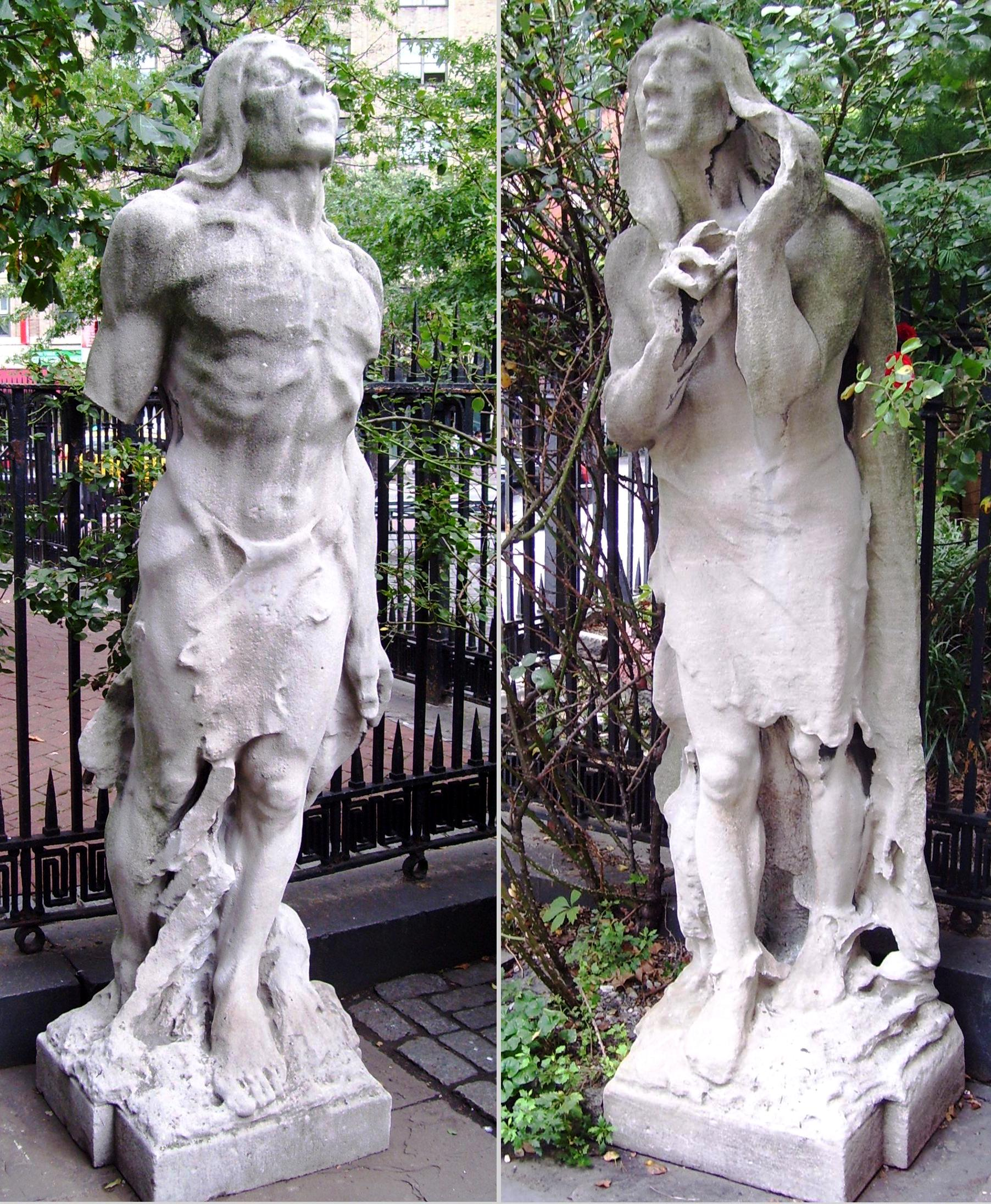
Inspiration i Aspiration St. Mark's Church in-the-Bowery, Manhattan

Solon Hannibal de la Mothe Borglum (ur. 22 grudnia 1868 w Ogden, zm. 31 stycznia 1922 w Stamford) – amerykański rzeźbiarz, młodszy brat rzeźbiarza Gutzona Borgluma, znany z przedstawień scen bitewnych oraz scen z życia kowbojów i Indian. Był autorem ponad 135 rzeźb.

## Życiorys

### Młodość i edukacja
Solon Hannibal de la Mothe Borglum urodził się 22 grudnia 1868 roku w Ogden w stanie Utah jako syn Jensa Mollera Haugaarda Borgluma i Christiny Mikkelsen. Miał brata, Gutzona. Rodzice wyemigrowali z Danii do Ameryki w połowie lat 60. XIX wieku. Osiedlili się w Salt Lake City w stanie Utah, gdzie nawrócili się na mormonizm. Jens, Christina i jej siostra Ida żyli w związku poligamicznym, na co zezwalał ich kościół. Wkrótce po urodzeniu dwojga dzieci Jens i Christina postanowili rozwiązać swoje małżeństwo. Gutzon i Solon w przyszłości poszli w ślady ojca, kontynuując tradycje rzeźbiarskie, natomiast w przeciwieństwie do rodziców nigdy nie zostali członkami Kościoła Jezusa Chrystusa Świętych w Dniach Ostatnich. 
W wieku około 15 lat podążył za bratem do Los Angeles, gdzie studiował sztukę. Został ranczerem w Nebrasce, co dostarczyło mu inspiracji do przyszłej twórczości. Gutzon nakłonił go do opuszczenia rancza i poświęcenia się wyłącznie sztuce. Solon Borglum brał lekcje malarstwa w Omaha. W latach 1895–1897 studiował w Cincinnati Art Academy skłaniając w kierunku rzeźby. Efektem tego było 17 rzeźb koni, które wystawił w uczelni. Jego wykładowca, Louis Rebisso, zorganizował mu wyjazd do Europy w celu dalszego kształcenia się.

### Wyjazd do Europy
W 1897 roku Solon Borglum wyjechał do Paryża, gdzie studiował w Académie Julian pod kierunkiem Denysa Puecha. Kolejnym jego nauczycielem był francuski rzeźbiarz Emmanuel Frémiet, poznany dzięki Augustusowi Saint-Gaudensowi. W jego ówczesnych pracach uwidocznił się wpływ impresjonistycznych rzeźb Auguste’a Rodina. Kiedy szkicował zwierzęta w Ménagerie du Jardin des Plantes, poznał innego rzeźbiarza amerykańskiego, Alexandra Phimistera Proctora. Mając w pamięci wspomnienia z amerykańskiego Zachodu zrealizował szereg rzeźb konnych (Lassoing Wild Horse, Stampede of Wild Horses i The Lame Horse), które wystawiał na corocznych Salonach i sprzedawał kolekcjonerowi Theodore’owi B. Starrowi z Nowego Jorku. Zyskał przydomek „le sculpteur de la prairie” („rzeźbiarz prerii”).
W 1898 roku poślubił Francuzkę, Emmę Vignal. Zabrał ją podróż poślubną do Crow Creek Indian Reservation w Dakocie Południowej, gdzie oboje spędzili lato 1899 roku. Wiele z jego wówczas zrealizowanych rzeźb ujawniło jego zrozumienie trudnej sytuacji Indian amerykańskich, zwracając uwagę krytyków. 

### Powrót do Stanów Zjednoczonych
W 1901 roku Solon Borglum powrócił do Stanów Zjednoczonych osiadając w pobliżu Norwalk w stanie Connecticut. W tym samym roku został wybrany na członka National Sculpture Society. W 1907 roku razem z żoną i dwojgiem dzieci, Paulem i Monicą, osiedlił się w Rocky Ranch w Silvermine. Ich dom i pracownia Solona szybko stały się centrum kolonii artystycznej. W latach 1906–1907 zrealizował pomnik konny, Rough Rider Bucky O'Neill, przedstawiający Williama Owena O'Neilla. O'Neill, były burmistrz Prescott i szeryf hrabstwa Yavapai, został zabity w 1898 roku jako kapitan Rough Riders. 3 lipca 1907 roku, w dziewiątą rocznicę bitwy, Solon Borglum uczestniczył w odsłonięciu rzeźby w Prescott. Monumentalne dzieło z brązu zostało obwołane najlepszym posągiem konnym w Stanach Zjednoczonych. W 1911 roku Solon Borglum został członkiem stowarzyszonym National Academy of Design. 
W 1913 roku wystawił 7 swoich rzeźb na Armory Show.

### I wojna światowa
W okresie I wojnie światowej Solon Borglum służył w YMCA we Francji. Został odznaczony francuskim Krzyżem Wojennym. Był odpowiedzialny za wydział rzeźby w systemie edukacyjnym Amerykańskiego Korpusu Ekspedycyjnego. Dzięki tej pracy zainteresował się edukacją, co doprowadziło go następnie do założenia American School of Sculpture. 

### Ostatnie lata życia
Korzystając ze swojego podręcznika artystycznego Sound Construction, nad którym pracował przez ostatnie dziesięć lat swojego życia, kierował założoną przez siebie szkołą aż do swojej śmierci. Wśród jego ostatnich prac znalazły się: posąg do fontanny, Little Lady of the Dew, oraz dwie rzeźby Aspiration i Inspiration, przedstawiające dwóch Indian (te ostatnie zostały odsłonięte pośmiertnie w 1922 roku). Ogółem w trakcie swej kariery zrealizował ponad 135 prac rzeźbiarskich.

### Śmierć
Solon Borglum zmarł 31 stycznia 1922 roku w Stamford Hospital w następstwie operacji appendektomii. Został pochowany na Silvermine Cemetery w New Canaan.
W 1924 roku z inicjatywy National Sculpture Society zorganizowano w nowojorskim Union League Club pośmiertną wystawę jego prac.

## Wystawy i odznaczenia
- 1900 – wystawa światowa Exposition Universelle w Paryżu (Srebrny Medal)[6],
- 1901 – Pan-American Exposition w Buffalo (Srebrny Medal)[6],
- 1904 – St. Louis World’s Fair w Saint Louis, dla której zrealizował między innymi 4 monumentalne grupy rzeźbiarskie (Indian Buffalo Dance, The Pioneer in a Storm, The Cowboy at Rest i Steps Toward Civilization[9]) oraz 9 mniejszych rzeźb z brązu. Za swój wkład otrzymał Złoty Medal[6],
- 1915 – Panama–Pacific International Exposition w San Francisco (rzeźba konna Pioneer)[6].

## Zbiory
Zbiór prac Solona Borgluma oraz pamiątek z nim związanych (Solon H. Borglum Collection) znajduje się w Phippen Museum w Prescott, w stanie Arizona
W 1973 roku fundacja Solon H. Borglum Sculpture and Education Fund zaprezentowała w New Britain Museum of American Art obszerną kolekcję prac Solona Borgluma i związanych z nim materiałów.